# Lords of the Realm
Lord of the Realm là tựa game chiến thuật thời gian thực và chiến lược theo lượt do hãng Impressions Games đồng phát triển và phát hành vào ngày 15 tháng 6 năm 1994, và là phiên bản đầu tiên của dòng game Lords of the Realm.

## Lối chơi
Trò chơi lấy bối cảnh thời Trung Cổ, với một số nhân vật có thể chọn được như Vua Anh, Vua Đức. Người chơi sẽ quản lý một vùng đất nhỏ với số dân cư giới hạn, đồng thời tiến hành việc phát triển kinh tế và xây dựng quân đội, sau cùng thôn tính các lãnh chúa thù địch và lãnh thổ xung quanh mình.
Trận chiến giữa quân đội giữa các phe diễn ra trong một môi trường thời gian thực, tương tự như các game chiến thuật thời gian thực, game cho phép người chơi kiểm soát các đơn vị cá nhân cũng như điều khiển chúng như một nhóm quân, trong đó các đơn vị có thể tập hợp thành đội hình dàn quân. Ngoài ra người chơi cũng có thể tùy chọn để cho phép máy xác định kết quả trận đánh.
Thêm vào đó, trò chơi còn góp thêm tính năng xây dựng lâu đài được chia thành từng phần nhỏ, tương tự như trò Castles phát hành một vài năm trước đó.

## Phần tiếp theo
Lord of the Realm còn thêm vài phiên bản nối tiếp nhau là Lords of the Realm II (bao gồm luôn bản nâng cấp), Lords of the Realm III và Lords of Magic.